# Xã Cedar, Quận Boone, Missouri
Xã Cedar (tiếng Anh: Cedar Township) là một xã thuộc quận Boone, tiểu bang Missouri, Hoa Kỳ. Năm 2010, dân số của xã này là 4.190 người.